# Matej Krajnc
Matej Krajnc, slovenski pesnik, pisatelj, prevajalec, glasbenik in publicist, * 14. november 1975, Maribor.

## Življenje in delo
Osnovno šolo in gimnazijo je končal v Celju. Leta 1980 je napisal prvo krajšo prozo (v SH), 1981 je pričel s pisanjem poezije, leta 1984 z rednim objavljanjem pesmi in kratke proze in leta 1988 izdal prvo ciklostirano pesniško zbirko, leta 1992 pa prvo tiskano pri tedanjem Zavodu za šolstvo. Diplomiral je leta 2007, na Oddelku za primerjalno književnost in literarno teorijo na Filozofski fakulteti v Ljubljani. Tam je leta 2014 tudi magistriral s tezo Uglasbena poezija na primeru rocka. Danes živi in ustvarja v Ljubljani in Celju.  
Leta 1990 je v okviru literarnih srečanj Roševi dnevi v Celju prejel prvo nagrado za kratko prozo. Leta 1992 je zmagal na republiškem natečaju mladih literatov kot najboljši pesnik po izboru selektorja Ferija Lainščka, leta 1994 pa prejel tudi prvo nagrado za sonetni venec na temo AIDS. Junija 2024 je na 23. Lirikonfestu v Velenju prejel nagrado velenjica - čaša nesmrtnosti za vrhunski pesniški opus zadnjega desetletja. Med letoma 1999 in 2005 je deloval kot honorarni sodelavec glasbene redakcije Vala 202, leta 2001 pa postal sodelavec Radia Študent, kjer je vodil samostojno oddajo. Od leta 2002 je član Društva slovenskih pisateljev, od leta 2006 član Društva slovenskih književnih prevajalcev, od 2017 pa tudi član slovenskega centra PEN in MIRA, ženskega odbora slovenskega centra PEN. Od 10. 12. 2024 je (s Suzano Tratnik) podpredsednik Društva slovenskih pisateljev. Izdal je vrsto pesniških zbirk, je avtor številnih proznih del in knjižnih prevodov kot samostojni prevajalec ali soprevajalec.  Od 1992 se ukvarja s kantavtorstvom, pri čemer združuje poezijo in glasbo, kot npr. Bob Dylan, Tom Waits, Leonard Cohen, in v Sloveniji Jani Kovačič, Tomaž Pengov, Marko Brecelj. Do 21. marca 2025 je objavil 554 nosilcev zvoka.

### Pesniške zbirke - izbor od 2019 (celoten spisek naspletni strani avtorja)
- Celjske balade, SZ Čeljust, 2019
- Ojstrica, SZ Čeljust, 2019
- Povjetarac, uskoro, Bratstvo duša Zagreb, 2020
- London, Hiša poezije, 2020
- Trilogija Maribor-Celje-Ljubljana, 2022
- Soproga, kupi mi ciklamo, 2023
- Josip Broz se je ustavil na Klanjškovi, 2024

### Romani - izbor
- Radoslav, VED 2005 (COBISS)
- Domen Fras, 2006 in 2008 (COBISS)
- Kajn akviziter, VED 2007 (COBISS)
- Requiem za gospo Goršičevo, Litera 2009 (COBISS)
- Balada za bencinsko s sirom, Litera, 2012
- Poplava, KUD Lema, 2013
- Emfizemina piščal, VED, 2015
- Ceste so asfaltirane, Robin Hood pa plešast, Bratstvo duša Zagreb, 2018
- Zgodovina harmonike, Kulturni center Maribor, 2021
- Rufus, 2023

### Zbirke zgodb
- Zgodbe iz prve roke, KUD Štempihar 2003 (COBISS)
- Psalmpsesti, KUD Štempihar 2004 (COBISS)
- Se pač zgodi, VED  2008 (COBISS)
- Zut alors!, SZ Čeljust 2016

### Krajša proza - izbor
- Krst pri Savici, Sanje, 2007
- Plašč, povest o oblačilu, KUD Lema, 2012
- Skapinove zvijače, SZ Čeljust, 2015
- Zagrobni glas, SZ Čeljust, 2017

### Strokovne knjige
- Elvis, 2005 (COBISS)
- Johnny Cash, 2006 (COBISS)
- Beatles, 2008 (COBISS)
- Klavir je tist, ki tanka - glasba Toma Waitsa 1971-80, 2011
- Staroste rokenrola; zapisi o zgodnjih letih rokenrola, 2012
- Pot v Memphis - glasba Johnnyja Casha, 2013, 2015
- Ciganska kri - glasba Ota Pestnerja, 2013

### Prevodi (knjižni) - izbor od 2013
- Lou Profa: Rokenrol, 2013
- Zdenko Franjić: Stekli pes, 2013
- Dragan Velikić: Rusko okno, 2014
- Bob Dylan: Ni še mrak, 2014
- Bob Dylan: Zapiski (žepna izdaja), 2015

### Ostalo
- Lado - ena sama ljubezen, avtorizirana biografija Lada Leskovarja, Mladika 2017

### TrilogijaPlanet lutk
Trilogijo Planet lutk sestavljajo dela: Ugrabljeni kralj, Marionete napadajo in Veliki turnir. Dela so krajši sodobni mladinski romani. Književni junaki se zavzemajo za prevlado dobrega nad zlim in doživijo pustolovščino med iskanjem ukradene lastnine.

## Diskografija - izbor od 2017
- Pot skoz kamnolom - pesmi Boba Dylana, Nika Records, 2017
- Tihi dogovor, Kulturni center Maribor, 2018
- The Guardian, vinilna plošča, Kulturni center Maribor, 2019 (z letnico 2018)
- Celjske balade, Slušaj najglasnije!, 2019
- Spačene anekdote (vinil), Helidon, 2022
- Sturm und Drang po presoji trgovskega potnika (vinil), Helidon, 2023
- Vse kar sem objel je ušlo - pesmi Tomaža Šalamuna, Kvakas/JSKD, 2024
- Sledi jezika - pesmi Marija Čuka, Slušaj najglasnije! 2025